# You Stupid Man

You Stupid Man est un film américano-allemand réalisé par Brian Burns, sorti en 2002.

## Synopsis
Owen (David Krumholtz) est un homme qui trouve sa vie parfaite, aux côtés de sa petite amie Chloé (Denise Richards), jusqu'au jour où il lui rend une visite surprise à Los Angeles et la trouve dans les bras d'un autre homme. Quand il revient à New-York, une amie lui présente la sublime Nadine (Milla Jovovich), qui tombe sous le charme d'Owen. Elle devient alors sa confidente et sa conseillère amoureuse. Mais quand Chloé revient pour renouer avec Owen, pourra t-il résister ?

## Fiche technique[1]
- Titre original et français : You Stupid Man
- Réalisation : Brian Burns
- Scénario : Brian Burns
- Direction artistique : Craig Lathrop
- Musique : David Schwartz
- Décors : Alicia Keywan
- Costumes : Delphine White
- Photographie : David Herrington
- Son :
- Montage : William Henry
- Production : Tom Berry, Alex Campbell, Frank Hübner, Cathy Schulman et Rick Yorn
  - Coproduction : Robert Wertheimer et Stefan Wodoslawsky
  - production associée : George Gatins, Peter Pastorelli (à New York), D.J. Paul (à Los Angeles)
  - Production déléguée : Brian Burns, Al Munteanu, Peter Popp, Gerald Schubert
  - Production exécutive : Robert Wertheimer
- Sociétés de production : 
  - Allemagne : ApolloMedia, YSM Filmproduktion
  - États-Unis : Artists Production Group, New Legend Media
- Distribution :
  - États-Unis : Warner Home Video (DVD)
  - France : Mediacs AG (DVD)
- Budget :
- Pays :  États-Unis,  Allemagne
- Format : Couleur - Format 35 mm[2]
- Genre : Comédie romantique[2]
- Lieux de tournage : Los Angeles et New York ( États-Unis), Toronto ( Canada)
- Durée : 95 minutes
- Dates de sortie :
  - États-Unis : 18 octobre 2002 (Festival international du film d'Hamptons)
  - États-Unis : novembre 2002 (sortie limitée)
  - Allemagne : 21 avril 2003 (sortie DVD)
  - Belgique : 27 février 2011

## Distribution
- Milla Jovovich (VF : Barbara Kelsch) : Nadine
- David Krumholtz (VF : Hervé Rey) : Owen
- William Baldwin : Brady
- Denise Richards : Chloe
- Dan Montgomery Jr : Jack
- Jessica Cauffiel : Diane
- Landy Cannon : Rodger
- Katia Corriveau : Crystal
- Christopher Crumb : John
- Quancetia Hamilton : Gospel Singer
- Jordan Hecht : Jordie

## Réception critiques
- Sur l'Internet Movie Database, la note atteint 5,8/10 pour 1 659 votes (au 7 avril 2012).